# 同級生 (中村明日美子の漫画)
『同級生』（どうきゅうせい）は、中村明日美子による日本の漫画。ドラマCD化しており、2016年には劇場アニメも公開された。2021年6月時点でシリーズ累計販売数は150万部を記録している。
本項では、続編やスピンオフに当たる作品の『卒業生』（そつぎょうせい）、『空と原』（そらとはら）、『O.B.』、『blanc』も扱う。

## 作風
『同級生』は、高校生という思春期の中で恋しあう少年たちを描いたボーイズラブ作品で、『卒業生』はその続編となる。『空と原』はサブキャラクターを主人公としたスピンオフ作品。『O.B.』は高校を卒業した後の草壁たちをはじめとした、シリーズに登場した人々のその後を描いた更なる続編で、オムニバス形式になっている。
著者の同性愛を取り上げた作品の中には、差別や迫害、バイオレンスなどを含む重苦しい作風の『Jの総て』や『ダブルミンツ』などがあるが、今作は時にシリアスな流れがありつつも、爽やかで軽快な作風となっている。

## あらすじ
同級生
高校二年生の夏、草壁光（くさかべ ひかる）は合唱祭前の練習中に、隣に立つ佐条利人（さじょう りひと）が歌わずに口パクしていることに気づいた。二人は同じ男子校の同じクラスに通う同級生だが、制服を着崩しバンド活動に勤しむ草壁と、眼鏡の優等生の佐条は、性質が違いろくに話したこともなかった。佐条は歌なんかくだらないと思って練習で手を抜いているのか、と草壁は不快になったが、その日の放課後、教室に残って一人で歌の練習をしている佐条を見つけた。佐条は音痴を気にして邪魔にならないようにと皆と一緒の時は歌うことを控え、克服しようと人知れず努力していたのだった。そんな彼のひたむきさに感心して草壁は練習に付き合うようになった。二人きりで歌う時間をすごすうちに草壁と佐条は互いに惹かれあっていき、合唱祭の日に唇を重ね、やがてひっそりと交際を始めるようになった。
卒業生
卒業を意識する時期になった高校三年生の草壁と佐条は、まだ一線こそ越えていないものの絆を深めていた。地元に残って就職する予定の草壁と、京都へ進学する予定の佐条は、離れ離れになって遠距離恋愛することになる未来に不安を感じながらも、将来を誓い合った。
空と原
教師の原学（はら まなぶ）は教え子の佐条に恋をしていたが、報われないまま佐条は卒業していき、37歳で独り身の日々を送っていた。ゲイ向けの盛り場に赴いた原は、眼鏡をかけた佐条の面影を感じさせる若い男性と口づけを交わし、一度だけの関係に終わるはずだったが、後日にその男性・青砥空乃（あおと そらの）と校内で再会し、彼がまだ15歳の新入生であることを知らされる。
O.B.
高校を卒業してOBの立場となり、夢のため働く草壁と大学生の佐条はそれぞれ東京と京都に暮らし遠距離恋愛をしていた。かつて教師と生徒という間柄であった空乃と原、有坂と佐野なども今では教師とOBという間柄でそれぞれの恋仲を深めていた。
blanc
20歳を超え将来を意識するようになった佐条と草壁は、結婚に対する考えの相違から別れてしまう。佐条の母の入院をきっかけに少しずつ気持ちを確かめ合った2人は、家族との別れや衝突などを乗り越えながら結婚へと歩みを進めていく。
home

## 登場人物
声優はドラマCDとアニメで共通。
草壁光（くさかべ ひかる）
声 - 神谷浩史
ピアスをつけ、髪を金色に染めた天然パーマの男性。初登場時は東府第一高等学校二年生。社交的で、学内の友人らとバンドを組みギターを担当。表情豊かで少々涙もろい。来る者拒まずで女性経験は豊富だが去る者追わずであまり本気になれたことはなく、佐条に対しての思いが初恋のようなものであった。佐条へ積極的に迫る攻め。
将来についてろくに考えず高校三年生になっても進路が漠然としているという有様だったが、明確な志望先を目指す佐条に影響されて真剣にミュージシャンになろうと決意し、小さな音楽事務所に所属し、アルバイトなどもしつつ励むようになった。
仲の良い友人らには、フランクに佐条との関係を話し、受け入れられている。未成年のうちから煙草を嗜んでいる。高校三年生時にバイク免許を取得し、大学進学後遠距離恋愛となった佐条に会いに行く際は専らバイクを使う。
7月6日生まれ。
佐条利人（さじょう りひと）
声 - 野島健児
眼鏡をかけ、直毛の黒髪の男性。初登場時は東府第一高等学校二年生。高校入試時に全ての学科で満点を取った秀才で、教師からの覚えめでたいが、草壁と付き合うまでは校内に親しい友人はいなかった。以前から同性愛指向を自覚しており、一年生の時は教師の原に惹かれていた。草壁と交際する上では受け。
細身の体で、精神的にも繊細なところがあり、偏差値の高い高校への進学を志望していたが、試験当日に電車の中で気分を悪くして倒れてしまい受験に失敗し、その結果、名前を書けば誰でも入れると言われるほどレベルの低い高校に入学した。その時のことはトラウマのようになっており、電車に乗るのが苦手。
予備校にも通って勉学に勤しんだ結果、大学受験には成功し、父と祖父の母校である京都大学の薬学部に現役合格し、高校の開校以来の快挙となった。大学では友人にも恵まれ、数人には草壁との関係もカミングアウトしている。
利人という名の由来はドイツ語で「光」を意味する「Licht」からで、クリスチャンの祖父が名づけた。本人はかっこつけた名であると、気にしている。
10月28日生まれ。
原学（はら まなぶ）
声 - 石川英郎
東府第一高等学校の男性教員で、音楽担当。年齢は『同級生』時点で35歳。カールがかった黒髪で、体格は生徒たちよりも比較的長身にたくましく描かれる。生粋のゲイであり、男子校勤務で若い男たちに囲まれた日々ではあるが生徒には手を出さないことをポリシーとする。入学式に来る途中で気分を悪くして倒れた佐条を迎えに行ったことがきっかけで彼に惹かれていたが、教師と生徒だからと引いている間に草壁に取られてしまう形になった。佐条の卒業後も彼のことを引きずりもう恋などしないと思うほどであったが、教え子であることに気づかずに学外の盛り場でキスしてしまった空乃と、卒業後に交際を開始するようになった。空乃と交際する上では受け。
勤務する学校は母校でもある。高校生だった当時に惹かれていた男性教員の有坂が個人的にピアノを教えてくれたことをきっかけとして、音楽を学ぶようになった。
青砥空乃（あおと そらの）
声 - 福山潤
『空と原』時点で15歳、東府第一高等学校一年生。草壁や佐条の卒業と入れ替わりに入学してきた。髪はモノクロではスクリーントーンで表現され、カラーページでは赤みの強い茶髪。もやしと称される手足の長い細身の長身。時に眼鏡をかけ初対面時の原に佐条の面影を感じさせたが、実際には佐条と正反対の「極めて東一校的」と言われるような、勉強嫌いで少々軽薄な性格。ゲイ向けの盛り場で教員とは知らずに原と口づけし、後に校内で原と再会してからは、教師と生徒という関係から避けようとする原を追いかけ続け、卒業後に交際を開始した。原と出会うまで性経験はなく、原に対しては攻めである。原の友人のコマツのもとでモデルのアルバイトをした流れから、卒業後は他のアルバイトも兼ねながら雑誌モデルをするようになった。
有坂悟志（ありさか さとし）
声 - 飛田展男
初老の男性教員で、化学担当。眼鏡をかけ、学内ではいつも白衣をつけている。趣味でピアノを嗜んでおり、かつて東府第一高等学校で教え子であった原に個人的にレッスンした。同性愛者で原に惹かれ両思いであったが、既婚者で子供も生まれるからと断ち切った。自らの性志向を「いつかは治るもの」と捉えようとしていたが、妻との関係は破綻して離婚、娘のみずきとは彼女の結婚の前に再会するまで顔を合わせる機会もなかったが、気にかけていた。
離婚後に勤めていた神奈川西高校にて、教え子の佐野と親しくなり、彼の卒業後に交際するようになった。
佐野響（さの ひびき）
声 - 小野友樹
『空と原』時点で製菓の専門学校に通う男性。神奈川西高校出身で、高校生の時は進路について考えず荒んだ様子だったが、有坂の指導によって生き方を改め、彼に恋をして卒業後も有坂を慕う。両親に有坂への思いを否定され、母親が有坂を平手打ちにするという事態もあったが、一途に思い続けて有坂の家に通っている。コマツのもとでモデルのアルバイトをしている。
コマツ
声 - 山中真尋
ヒデとも呼ばれるがフルネームは不明。服飾店勤務の男性。『空と原』時点で37歳。小柄でおネエ口調の同性愛者。少年期には、言動から同性愛者であることが滲み出てクラスメートから悪口をぶつけられる憂鬱な日々を送っていたが、初めて訪れた新宿二丁目で原という同好の士に巡りあい無二の友となった。
城ノ崎秀人
声 - 四宮豪
佐条の大学の友人。男性。宮村、川西とは同じ予備校出身。友人らの中で、佐条の恋人が男性であることを1番初めに知った。同性/両性愛者である自覚はないが、佐条に恋心を抱きかけているような描写がある。
宮村まや
声 - 優希知冴
佐条の大学の友人。ボブカットの女性。入試の日にすれ違って以来、佐条に恋心を抱いている。佐条が同性愛者であると知って以降は、複雑な感情を抱えながらも良き友人として佐条を支えている。
川西
声 - 里郁美
佐条の大学の友人。女性。ロングヘアを後ろでひとつに束ねている。佐条の恋人が男性であると知っている。
佐条久美
声 - 新田万紀子（卒業生）/浅野真澄（blanc）
佐条の母。入院時に草壁からCDをお見舞いにもらったことをきっかけに佐条が同性愛者であることを知るが、対面した草壁に対しても好意的であった。 二度目の入院は京都に住む佐条、韓国に出張中の利人父に代わり、草壁が久美に付き添った。草壁からいろいろな曲、そして最後に佐条を想って歌ったオリジナル曲を入れたCDを送られた。

## 書誌情報
全て茜新社〈EDGE COMIX〉からの発行。特記のない限り著者は中村明日美子。

### 単行本
- 『同級生』 2008年2月15日発売、ISBN 978-4-87-182968-7
- 『卒業生-冬-』2010年1月28日発売、ISBN 978-4-86-349128-1
- 『卒業生-春-』2010年1月28日発売、ISBN 978-4-86-349129-8
- 『空と原』2012年5月19日発売、ISBN 978-4-86-349292-9
- 『O.B.』 全2巻
  1. 2014年2月15日発売、ISBN 978-4-09-183777-6
  2. 2014年2月15日発売、ISBN 978-4-86-349411-4
- 『blanc』 全2巻
  1. 2020年9月23日発売 ISBN 978-4-86-349843-3
    - 特装版（同日発売）、ISBN 978-4-86-349842-6、付録小冊子「blanc ＃0 －Rings－」[2]

  2. 2020年10月23日発売、ISBN 978-4-86349-849-5
    - 全員サービス小冊子「結婚式の前の」[3]
- 『home』2022年10月4日発売

### ファンブック
- 『「同級生」「卒業生」公式ファンブック 卒業アルバム』 2011年9月10日発売、ISBN 978-4-86-349226-4
- 『卒業アルバム 増補版』 2016年2月13日発売、ISBN 978-4-86-349547-0

## ドラマCD
『同級生』はコミックハウスのレーベルA+（エークロス）より発売。『卒業生』以降はascolto（アスコルト）より発売。
- 『同級生』 2008年4月25日発売
- 『卒業生』 2010年4月2日発売
- 『空と原』 2012年10月26日発売
- 『O.B.』 2015年4月24日発売
- 『blanc』 2021年10月28日発売

## アニメ映画
『同級生』（どうきゅうせい）は、中村明日美子の同名漫画を原作とする、2016年2月20日に公開された日本のアニメーション映画。
アニメーション制作はA-1 Pictures、監督は中村章子が務める。
キャッチコピーは、『まじめに、ゆっくり、恋をしよう。』。

### 概要（劇場版）
2015年3月15日にアニメ化が告知され、その後、同年4月20日に劇場上映作品であることが発表された。
2016年2月20日より新宿バルト9ほかにて公開。全国30スクリーンという小規模公開ながら、初週2日間の国内映画動員ランキングでは初登場第9位にランクイン。1スクリーンあたりの興行収入では第1位となる好成績をあげる。その後、公開11日間で興行収入1億円、2016年4月3日時点では興行収入2億円を突破し、上映劇場も拡大された。
同年5月25日には本作のBlu-ray＆DVDが発売された。
2021年3月22日（21日深夜）、フジテレビにて地上波初放送。

### 声の出演
- 佐条利人 - 野島健児[12]
- 草壁光 - 神谷浩史[12]
- 原学 - 石川英郎[12]

### スタッフ（劇場版）
- 原作 - 中村明日美子
- 監督 - 中村章子
- キャラクターデザイン・総作画監督 - 林明美
- 絵コンテ・演出 - 中村章子、林明美
- 作画監督 - 林明美、馬場充子、米山舞、植村淳、北田勝彦、小島大和
- 美術監督 - 中村千恵子
- 色彩設計 - 歌川律子
- 撮影監督 - 長瀬由起子
- CG監督 - 佐藤香織
- 編集 - 西山茂
- 音楽 - 押尾コータロー
- 音響監督 - 藤田亜紀子
- 音響制作 - HALF H・P STUDIO
- エグゼクティブプロデューサー - 岩上敦宏、落越友則
- プロデューサー - 山下花子
- アニメーションプロデューサー - 福島祐一
- 制作 - A-1 Pictures
- 製作 - アニプレックス、A-1 Pictures
- 配給 - アニプレックス

### 主題歌（劇場版）
「同級生」
作詞 - 尾崎雄貴 / 作曲 - 押尾コータロー / 歌 - 押尾コータロー with Yuuki Ozaki（from Galileo Galilei）